# بی‌تی‌اس بدو
بی‌تی‌اس بدو (کره‌ای: 달려라 방탄; انگلیسی: Run BTS) یک برنامهٔ واقع‌نمای اینترنتی کره جنوبی با حضور اعضای گروه پسرانهٔ بی‌تی‌اس است. این برنامه به صورت هفتگی پخش می‌شود و از سال ۲۰۱۵ در وی لایو و از سال ۲۰۲۰ در وی‌ورس برای تماشای رایگان ارائه می‌شود. در هر قسمت، اعضای گروه بازی‌ها و فعالیت‌های مختلفی انجام می‌دهند و چالش‌های متفاوتی را تکمیل می‌کنند و بعضی اوقات ماموریت‌های مخفیانه‌ای انجام می‌دهند تا در نهایت جایزه یا مجازات دریافت کنند.
فصل اول بی‌تی‌اس بدو از ۱ اوت ۲۰۱۵ پخش شد. بیشتر قسمت‌ها در روز سه‌شنبه پخش شدند به جز زمانی که یک قسمت از بی‌تی‌اس گایو به جای آن منتشر شد. این مجموعه پس از قسمت ۵ ژانویه ۲۰۱۶، وقفه‌ای یکساله داشت. فصل دوم از ۳۱ ژانویه ۲۰۱۷ پخش شد. این مجموعه از ۲۳ مه ۲۰۱۷، همواره قسمت‌های جدید را به صورت پخش هفتگی کرد. فصل سوم از ۱ ژانویه ۲۰۱۹ پخش شد.

## ترویج
بی‌تی‌اس دو ویدیوی تبلیغاتی از ورایتی شوی جدید در کانال وی لایو خود در ۲۸ فوریه ۲۰۱۵ منتشر کرد. اولین ویدیو ۲۴۲٬۰۰۰ بازدید و ۲٫۲۴ میلیون لایک دریافت کرد و دومین ویدیو ۱۰۰٬۰۰۰ بازدید و ۸۷٬۰۰۰ لایک تا سه روز پس از بارگذاری ویدیو دریافت کرد.

## قسمت‌ها

### بررسی اجمالی مجموعه
| Season | قسمت‌ها | قسمت‌ها | تاریخ اصلی روی آنتن رفتن | تاریخ اصلی روی آنتن رفتن |
| Season | قسمت‌ها | قسمت‌ها | اولین بار                | آخرین بار                |
| ------ | ------ | ------ | ------------------------ | ------------------------ |
| ۱      | ۱۱     | ۱۱     | ۱ اوت ۲۰۱۵               | ۵ ژانویه ۲۰۱۶            |
| ۲      | ۴۶     | ۱۱     | ۳۱ ژانویه ۲۰۱۷           | ۳۰ مه ۲۰۱۷               |
| ۲      | ۴۶     | ۳۵     | ۳ اکتبر ۲۰۱۷             | ۲۴ ژوئیه ۲۰۱۸            |
| ۳      | ۹۹     | ۹۹     | ۱ ژانویه ۲۰۱۹            | ۱۲ اکتبر ۲۰۲۱            |